# Église Saint-Louis de Rochefort
Pour les articles homonymes, voir Église Saint-Louis.
L’église Saint-Louis est l'une des principales églises paroissiales de la ville de Rochefort, dans le département de la Charente-Maritime. Comptant parmi les rares témoignages de l'architecture néo-classique du département, sa construction est effectuée sous la direction de l'architecte Félix Garde en 1835.
L'une des chapelles latérales abrite le tombeau de l'intendant de la marine et de la généralité de La Rochelle Michel Bégon, qui contribua à l'embellissement de la cité à la fin du XVIIe siècle.

## Historique

### L'ancienne paroisse Notre-Dame
Lorsque le roi Louis XIV prend la décision d'établir un arsenal et un port militaire destiné à la marine du Ponant en 1666, le site de Rochefort n'est encore qu'un simple village constitué de quelques habitations groupées autour d'église romane dédiée à Notre-Dame, qui est devenue un musée. Le château possède aussi une chapelle et un prêche calviniste.
Le développement de la ville nouvelle le long des berges de la Charente plaçait l'église Notre-Dame en dehors des fortifications.

### L'ancienne chapelle Saint Charles devient l'église paroissiale Saint Louis
La chapelle castrale, d'abord dédiée à saint Charles, est agrandie en 1679. Elle est érigée en nouvelle paroisse sous le vocable de Saint-Louis le 28 novembre 1686. Elle possédait deux autels latéraux dédiés à Saint Joseph et à Sainte Anne. Elle est pouvue d'un clocher en 1728.
Seul témoigne de cet ancien sanctuaire démoli peu après la Révolution, le clocher qui est surélevé pour devenir la « Tour des Signaux » permettant de communiquer par sémaphore avec celle de Fouras.

### L'église des capucins devient la nouvelle église Saint Louis
Le couvent des capucins possédait une chapelle en bordure de la place d'arme, actuelle place Colbert. Le 9 août 1729, arrêt du Conseil du roi autorisant la ville à donner 2 000 livres aux RR.PP. capucins pour restaurer leur église. Les officiers municipaux passent un bail pour que leur soit accordé une chapelle, un banc, ainsi qu'une sépulture dans l'église pour le maire, les échevins et le procureur du roi qui décèderont dans l'exercice de leurs fonctions.
Un nouveau clocher est construit en 1768.
Le titre paroissial est transféré en 1791 à l'ancienne chapelle des Capucins qui est en mauvais étant et doit être étayée en 1830. Elle est rebâtie en entre 1836 et 1838 sur les plans de l'architecte de la ville Félix Garde, en ne conservant que le clocher.

## Description
D'un point de vue architectural, l'église Saint-Louis est un édifice largement marqué par le style néo-classique, ce dont témoigne notamment l'imposant portique à colonnes corinthiennes et fronton triangulaire ouvrant sur la rue Audry-de-Puyravault. Elle s'inspire de celle de Notre-Dame-de-Lorette de Paris qu'un élève de Charles Percier, Hippolyte Lebas, venait de construire de 1823 à 1836 ou de celle de Saint-Germain-en-Laye construite en 1827 par un autre élève de Percier.
Basé sur un plan basilical, le sanctuaire est divisé en trois vaisseaux de cinq travées couverts d'une voûte en berceau, et conserve un important décor polychrome datant du milieu du XIXe siècle. Les trois nefs sont séparées par deux rangées d'arcades en plein cintre. La voute est éclairée par des demi-lunes à pénétrations. L'entablement est porté par des pilastres ioniques.
En 1864, le mur de chevet est reculé jusqu'au clocher par absorption de l'ancienne sacristie. L'année suivante, l'orgue est acheté aux établissements Merklin-Schultz.
Les sculptures des retables des autels, du ciborium et de la chaire seront faits par Philippe-Auguste Godefroy et Joseph Pillet entre 1837 et 1865.
L'abside semi-circulaire abrite un maître-autel à baldaquin d'inspiration baroque. Ce dernier intègre deux tableaux datant de 1837 et prenant pour thème saint Louis.

Les bas-côtés se prolongent par une série de chapelles latérales richement ornées, en particulier les chapelles du Sacré-Cœur, de Saint-Antoine de Padoue ou de Saint-Joseph. La chapelle Saint-Louis abrite le tombeau de l'intendant de la Marine de Rochefort Michel Bégon, également promu intendant de la Généralité de La Rochelle et « père » des bégonias. Son action en faveur de l'embellissement de la ville lui a valu l'épitaphe suivante : 
« Hanc nascentem urbem ligneam invenit, lapideam reliquit (Il a trouvé la ville naissante en bois, il la laisse en pierre) »

## Protection
L'église Saint-Louis est inscrite à l'inventaire supplémentaire des monuments historiques depuis le 22 juin 1987.